# 蒋俊 (中书令)
蒋俊（3世纪？—291年），晉朝官员，晋惠帝时中书令。
永熙元年（290年），蒋俊任中书令。永平元年（291年）三月辛卯，皇后贾南风诛杀太傅杨骏，时蒋俊为中书令，受到牵连。蒋俊和杨骏弟弟卫将军杨珧、太子太保杨济、中护军张劭、散骑常侍段广、杨邈、左将军刘预、河南尹李斌、东夷校尉文淑，尚书武茂，也被夷三族。